# Slaget ved Hlobane
Slaget ved Hlobane var et slag under Zulukrigen. Slaget stod mellem britiske kolonitropper og zulukrigere. Det fandt sted 28. marts 1879, og endte med sejr til zuluerne.

## Optakten
4. kolonne af den britiske invasionsstyrke, under Oberst Evelyn Wood, skulle, efter Lord Chelmsfords ordre, trække opmærksomheden væk fra 3. kolonne, der marcherede mod Isandlwana og Ulundi. Det var vigtigt at zulustammerne i det nordvestlige Zululand koncentrerede sig om hans tropper, så de ikke bidrog til den store zuluhær.
17. januar marcherede Wood mod nord-øst med sine mænd. 20. januar etablerede de en befæstet lejr ved Tinta's Kraal, 15km syd for en kæde af fladtoppede bjerge. Bjergene var Zunguin, Hlobane og Ityentika, og de dannede en 23 km lang linje af bjerge, der strakte sig i nord-østlig retning. Mens lejren blev befæstet, undersøgte rekognoseringspatruljer bjergene, og blev angrebet af ca 1000 zuluer. Ved daggry næste dag foretog briterne et angreb på Zunguin, og zuluerne flygtede til Hlobane, hvor Wood observerede ca 4,000 zuluer. 
24. januar påbegyndte Wood et angreb på Hlobane, men afblæste det da han hørte om det katastrofale udfald af slaget ved Isandlwana. Han trak sine styrker tilbage til Tinta's Kraal, og trak derfra nord-vest til Kambula Hill, ca 22 km vest for Zunguin. De ankom den 31 januar, og modtog en besked fra Lord Chelmsford, om at alle ordrer var afblæst. Wood og hans mænd var nu alene, og kunne ikke forvente forstærkninger. De måtte nu forberede sig på at de kunne risikere at møde den samlede zuluhær.

## Kambula
Februar gik uden større træfninger med zuluerne. Der blev dagligt sendt beredne patruljer ud for at foretage raids mod zuluernes Kraals. Ved Kambula oprettede Wood en sekskantet befæstet lejr. Befæstningen bestod af tætpakkede vogne. Der blev bygget en Kraal til kvæget. Der blev gravet skyttegrave og jordvolde rundt om både Kraal og befæstning, og en stenbefæstning blev konstrueret lige nord for Kraalen.
En palisade blokerede de hundrede meter mellem Kraalen og stenbefæstningen, og fire 7-punds artilleripjecer blev placeret så de dækkede adgangsvejene nordfra, og yderligere to dækkede den nordøstlige side.
I løbet af måneden modtog Wood tiltrængte forstærkninger fra Transvaal Rangers, beredne tropper, en gruppe tyske bosættere og fem kompagnier fra 80. regiment.
Wood havde håbet på at kunne splitte de omkringliggende zulustammer, ved at støtte zulukongen Cetshwayos halvbror Uhamu, der altid havde været positivt indstillet overfor briterne, og fjendtlig overfor Cetshwayo. 13. marts ankom Uhamu og 700 fra hans stamme, og bad om eskorte, så han kunne bringe resten af sine folk væk fra nogle grotter ved Umfolozi, hvor de gemte sig, 75 km mod øst, og kun 60 km fra Ulundi. Det ville være en risikabel handling at eskortere så mange mennesker i sikkerhed igennem dette område, men Wood mente at det var det værd. En eskorte på 360 beredne mænd og 200 af Uhamus krigere vendte tilbage til Kambula med 900 yderligere flygtninge. Kort efter fik Wood ordre fra Chelmsford om at iscenesætte en afledningsmanøvre, for at trække zulutropper væk så han kunne forsøge at undsætte Eshowe. Wood vidste at en stor styrke af zuluer gjorde klar til at forlade Ulundi og angribe enten Kambula eller et andet britisk fort, Utrecht, så han regnede med at hvis han kunne angribe Hlobane 28. marts, kunne han drive zuluernes kvæg fra bjerget. Det skulle provokere zuluerne til at angribe hans velforberedte stilling i Kambula.

## Slaget
Bjerget Hlobane bestod af to plateauer, det mindste, og laveste, var ca 260 m højt i den østlige end af den 6 km lange bræmme der forbandt bjerget med Zunguin mod syd-vest. I den østlige ende af dette plateau, var der en stejl, 60 m høj passage, kendt som Devil's Pass (Djævlens Pas), der forbandt det lave plateau med det højere. På det høje plateau var der ca 2,000 stykker kvæg, og 1,000 medlemmer af zulustammen abaQulusi, hvoraf mange havde skydevåben.
Woods plan var at Oberstløjtnant Henry Buller skulle bevæge sig op ad den østlige sti til det højere plateau, støttet af raketter fra artilleriet, samt af Zulutropper på britisk side. Når han nåede toppen skulle han jage kvæget væk. En lignende styrke, under major R. A. Russel, skulle tage stilling på det lave plateau.
Tropperne drog af sted ved daggry 27. marts. Selvom de blev sinket af en kraftig tordenstorm, nåede Bullers beredne tropper toppen klokken 6:00 den følgende dag. Indfødte hjælpetropper begyndte at drive kvæget vestpå. Russels tropper gik i stilling på det lave plateau. Wood red op til det høje plateau, med en gruppe beredne tropper der var blevet væk fra Bullers styrke. Undervejs til toppen blev de beskudt fra grotter langs vejen. To af Woods stabsofficerer blev dræbt i forsøget på at bane vej. Woods gruppe drog nu tilbage for at støde til Russels tropper på det lave plateau. På vejen, mens han red langs den sydlige kant af Hlobane, så Wood fem store kolonner af zuluer mod syd-øst. Det var den hovedstyrke han først havde ventet om en dags tid. Zuluerne nærmede sig hurtigt, og Wood kunne se at de ville afskære Bullers tilbagetog fra det høje plateau, samt Russels tropper. Russel havde allerede set zuluhæren halvanden time før og advaret Buller.
Buller kunne se at det eneste han kunne gøre var at trække sig til det lave plateau og slå sine styrker sammen med Russels. Russel modtog en ordre fra Wood, men misforstod den. Han troede ordren lød på at trække sig til Zunguin, 9 km væk. Russel trak væk, og lod dermed Buller alene tilbage ved Hlobane.
Bullers tropper havde kun en mulighed for at komme til det lave plateau, nemlig Devil's Pass. Den besværlige rute var slem, men samtidig blev de angrebet af abaQulusi zuluerne, der nu var mere modige. Briterne måtte kæmpe sig vej igennem det farlige pas. De nåede dog væk fra plateauet, og ned på sletten, hvor Buller straks gav ordre til at trække mod Kambula. Selvom hans styrke havde lidt tab, og mange heste var gået tabt, nåede han dog til sidst Kambula.
Zuluerne nåede sletten hvor briterne havde flygtet mod Kambula for kort tid siden. De fulgte dem 18 km før de gav op.

## Efter slaget
Slaget ved Hlobane var en katastrofe for briterne. 15 officerer og 110 mand var dræbt, 8 var sårede og omkring 100 indfødte hjælpetropper var døde. Mange heste gik tabt. Wood regnede nu med at zuluerne ville angribe Kambula som han håbede, og regnede med en sikker sejr der.
Oberst Buller modtog Viktoria Korset for hans tapperhed og lederskab.
27°41′56″S 30°57′00″Ø / 27.6989°S 30.95°Ø